# Anner Bylsma
Anner Bylsma, nom de scène d'Anne Bijlsma, né le 17 février 1934 à La Haye et mort le 25 juillet 2019 à Amsterdam, est un violoncelliste néerlandais, à la fois interprète du répertoire moderne et du répertoire baroque sur instruments anciens.

## Biographie
Étant donné que le prénom féminin d'Anne était source de confusion, il s'est ensuite appelé Anner.  Anner Bylsma reçoit ses premières leçons de musique auprès de son père, violoniste, tromboniste, chef d’orchestre et compositeur. Il étudie auprès de Carel van Boomkamp au Conservatoire royal de La Haye qui l'initie à l'art du violoncelle baroque, et remporte, en 1959, le Premier prix au Concours international Pablo Casals de Mexico. De 1962 à 1968, il est violoncelle solo à l'Orchestre du Concertgebouw d'Amsterdam. Très tôt, le violoncelliste a fustigé l’utilisation des cordes en acier pour utiliser des cordes « baroques » en boyaux qui magnifient sa sonorité et son expression musicales.
Pour le répertoire baroque, il joue sur un Goffriller de 1695 et pour le répertoire moderne sur un Pressenda de 1835. Il utilise également un Stradivarius de 1701, le Servais, que lui prête le Smithsonian Institute de Washington. En 1979, Bylsma enregistre les six suites pour violoncelle de Bach, la première du genre sur un instrument d'époque. Il enregistre avec un Stadivarius de 1701 sa seconde version des suites de Bach, près de 20 ans après la première.
Bylsma était marié à la violoniste néerlandaise Vera Beths (mère de l'actrice néerlandaise Katja Herbers ). Ils ont eu un fils et une fille, la réalisatrice de documentaires Carine Bijlsma.

## Film
- Une leçon particulière - réalisation Claude Mouriéras, conception Olivier Bernager et François Manceaux 1987.